# Madoce leucocosmalis
Madoce leucocosmalis är en fjärilsart som beskrevs av Walker 1863. Madoce leucocosmalis ingår i släktet Madoce och familjen nattflyn. Inga underarter finns listade i Catalogue of Life.